# Västsahara
Västsahara (arabiska: الصحراء الغربية, as-Sahra al-Gharbiyya), tidigare Spanska Sahara (eller Saguia el Hamra y Río de Oro), är ett land i Saharaöknen söder om Marocko i norra Afrika. Övriga angränsande länder är Algeriet och Mauretanien. 
Området är sedan 1960-talet upptaget på FN:s lista över icke-självstyrande område som ska avkoloniseras.
Befrielserörelsen Polisario (Folkfronten för befrielse av Saguia el Hamra och Río de Oro) bildades 1973 med befrielse från den spanska kolonialismen som mål, efter att Spanien vägrat gå med på FN:s upprepade krav på avkolonisering. Sedan november 1975 ockuperas Västsahara till stora delar av Marocko. Internationella Domstolen i Haag avvisade 1975 Marockos anspråk på Spanska Sahara (Västsahara). USA 
erkänner Marockos rätt till Västsahara sedan 10 december 2020.
Den västsahariska republiken, Sahariska arabiska demokratiska republiken (SADR), utropades 27 februari 1976, när de sista spanska trupperna lämnade området. Över 80 stater har erkänt Västsahara (SADR), dock inget EU-land, men närmare hälften av dem har sedan återtagit sina erkännanden.
1992 skulle en FN-ledd folkomröstning om Västsaharas självständighet ha ägt rum som ett led i avkoloniseringen, men Marocko har förhindrat den. Sedan 2004 motsätter sig Marocko helt ett självständigt Västsahara. En stor del av Västsaharas befolkning bor sedan ockupationen 1975 i flyktingläger i Algeriet.
Västsahara har en av världens största fosfatfyndigheter, rika fiskevatten, flera mineraler och möjligen olja samt naturgas.

## Historia
Den stora majoriteten av de ursprungliga invånarna i Västsahara är saharier, ett arabiskt nomadfolk, som levt i området i århundraden och som har en egen kultur och språk, hassaniyya. Detta språk talas också i Mauretanien. Spanien tilldelades och koloniserade området  Spanska Sahara 1884 vid den så kallade Berlinkonferensen.
FN antog 1960 den så kallade Avkoloniseringsdeklarationen och år 1963 sattes Spanska Sahara av FN:s särskilda utskott för avkolonisering upp på FN:s lista över områden som ska avkoloniseras, det vill säga befolkningen har rätt till självbestämmande och självständighet. I december 1965 antog FN:s generalförsamling en resolution med krav på Spanien att avkolonisera området. 
År 1973 bildades Front Polisario (Frente Popular para la Liberación de Saguia El Hamra y Rio de Oro) med syfte att genom väpnad kamp befria territoriet från spansk kolonialism. Spanien genomförde en folkräkning 1974 men inte någon folkomröstning.
År 1975 gjorde Marocko anspråk på området. FN hänsköt då frågan till Internationella domstolen i Haag, som meddelade att västsaharierna har rätt till självbestämmande och självständighet. Marockos anspråk på området avvisades alltså. 1975 befann sig Spanien i ett politiskt känsligt läge med en döende general Francisco Franco. Genom ett hemligt och illegalt avtal, det så kallade Madridavtalet, överlämnade Spanien kolonin till Marocko och Mauretanien.
De spanska trupperna lämnade Spanska Sahara samtidigt som Marocko och Mauretanien invaderade landet. Spanien hade inte fullföljt sitt uppdrag att avkolonisera Spanska Sahara. Marocko annekterade de norra två tredjedelarna av Västsahara, Mauretanien den södra tredjedelen. Polisario hade nu två uppgifter; att ta hand om den flyende västsahariska befolkningen och att samtidigt bekämpa den marockanska och mauretanska invasionen. Efter bland annat napalmbombningar av marockanskt flyg upplät Algeriet ett område för flyktingläger i Tindoufprovinsen nära gränsen till Västsahara, där flyktingarna fortfarande bor kvar.

Sandmurarna byggda 1981-87

Den 27 februari 1976, när de sista spanska administratörerna hade lämnat området, utropade västsaharierna staten Västsahara, formellt Sahariska arabiska demokratiska republiken (SADR). 1979 slöt Mauretanien fred med Polisario och erkände senare den västsahariska staten. 1982 blev Mohamed Abdelaziz statens president. Större delen av Västsahara kontrollerades dock av Marocko. Under 1980-talet pågick ett ställningskrig mellan den marockanska armén och Polisario. Marocko byggde 1981–1987 en över 270 mil lång minerad och radarövervakad sandmur bevakad av den marockanska armén, med syfte att utestänga Polisario från attacker.
1988 presenterade FN och OAU (föregångaren till Afrikanska unionen, AU) en så kallad Settlement Plan, en avkoloniseringsplan i tre delar; eldupphör, uppdatering av en röstlängd byggd på spanjorernas folkräkning och folkomröstning om självständighet för Västsahara. Den västsahariska befolkningen skulle välja självständighet eller integration med Marocko. Både Marocko och Polisario accepterade planen. År 1991 etablerades FN-styrkan MINURSO som skulle genomföra och övervaka folkomröstningen. Strax efter att MINURSO anlänt till området proklamerades eldupphör, den 6 september 1991.
Folkomröstningen var tänkt att hållas i januari 1992, men har per år 2022 fortfarande inte ägt rum. Marocko har på olika sätt förhindrat den och har i strid med Settlement Plan fört in tusentals marockanska bosättare i området. Från 2004 vägrar Marocko att acceptera ett självständigt Västsahara som ett alternativ i en folkomröstning och hävdar i stället att begränsat självstyre, autonomi, är den enda lösningen. Polisario Front förkastar detta med hänvisning till FN:s avkoloniseringsbeslut och därmed rätten till självbestämmande och självständighet. I FN:s säkerhetsråd blockeras frågan av att Frankrike, som permanent medlem med vetorätt och starka band med Marocko, inte stödjer beslut som skulle gynna västsaharierna.
FN:styrkan MINURSO:s mandat förlängs i princip varje år men är den enda fredsbevarande styrka som saknar ett så kallat MR-mandat, det vill säga rätt och skyldighet att övervaka och rapportera om brott mot de mänskliga rättigheterna.

## Framtid
Marocko har sitt starkaste politiska stöd hos Frankrike, som med sin plats som permanent medlem i FN:s säkerhetsråd använder sin vetorätt för att förhindra ett kraftfullt ingripande från FN i Västsaharafrågan. Denna blockering i säkerhetsrådet har inneburit en stiltje i hela avkoloniseringsprocessen. EU har dessutom knutit Marocko nära sig genom att ge landet så kallad "advanced status" och stora ekonomiska bidrag. Dessutom har EU-rådet gått emot EU-domstolens beslut att avtal mellan Marocko och EU inte kan innefatta Västsahara.

## Geografi

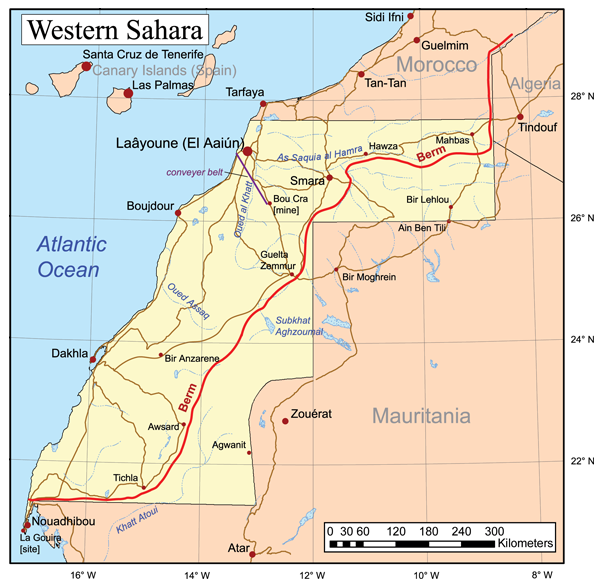
Västsahara.

- Lägsta punkt: Sebjet Tah, 55 meter under havet
- Naturtillgångar: fiske, fosfat, järnmalm; flera internationella bolag har letat efter olja.

### Klimat och miljö
Större delen av Västsahara består av platt, stenig öken, även om vissa områden har berg och/eller sanddyner. Inre delen av landet består av en högplatå, 500–800 meter över havet, som är sönderskuren av ett nät av wadier.
Även kusten består huvudsakligen av öken, med en ganska rak kustlinje utan öar, uddar och vikar, men med strandsporrar som löper ut från kusten. Innanför kustlinjen finns ett antal strandsjöar.
Inlandets berggrund består främst av graniter, bildade under prekambrium. Kustområdet består mestadels av sedimentära bergarter. I norr finns sandstensformationer, bildade under paleozoikum och mesozoikum.
Delar av området har tidigare varit havsbotten, och är därför täckt med fossiler. Växtligheten är mycket sparsam och består främst av tåliga träd och buskar, vilka sprider sig efter regn. Djurlivet begränsas främst till smådjur och fåglar.
I Västsahara råder ett hett och torrt ökenklimat där regn är sällsynt. Kalla havsvindar ger dimma och kraftig dagg. Under vintern och våren kan den heta, torra, sandmättade sirocco-vinden förekomma, och harmattan-vinden som också är sandmättad blåser 60% av tiden.
Västsaharas miljöproblem är bland annat färskvattenbrist och avsaknad av odlingsbar mark, men västsaharier och internationella grupper varnar också för snabb utfiskning av Västsaharas vatten, av marockanska och europeiska fiskeflottor. I södra delen av Västsahara vid Dahla finns dessutom stora växthusanläggningar för grönsaker, som bevattnas från underjordiska sjöar som ger vattenbrist. Den marockanska exploateringen av naturresurserna fiske och grönsaksodlingar tär på naturen.
All elektricitet har tidigare producerats av fossila bränslen men sedan 2017 har vind- och solkraftsinstallationer byggts med främsta syfte att förse fosfatgruvan Bou Craa och den marockanska ockupationsarmen tillgång till drivkraft. 
Stora områden i öknen är ofarbara på grund av landminor, multipelbomber och oexploderad ammunition, som blivit kvar sedan kriget eller ingår i den marockanska mur som delar landet i två delar.

## Styre och politik

### Administrativ indelning
Marockos rätt till Västsahara är alltså inte erkänd av FN och världssamfundet, men Marocko har ändå delat in området i regioner på samma sätt som i Marocko. I norr (regionerna El-Aaiún-al-Saqiyya al-Hamra och Guelmim-Oued Noun) löper dessa regioner in i södra Marocko, vilket gör att det från marockansk sida inte finns någon klar gränslinje mellan Marocko och Västsahara. Västsaharas egen indelning är i provinserna Bujur, Smara, El-Aaiún och Wadi al-Dhahab (Río de Oro).[källa behövs]
Invånarantalet för hela Västsahara är osäkert. I den ockuperade delen bor både västsaharier och marockanska bosättare och militärer.

## Ekonomi
Västsahara är rikt på naturresurser. Här finns bland annat fosfat, järn, koppar, uran, rika fiskebankar och troligen olja. Det är dock endast fosfat som i dagens läge utvinns av mineralerna.
2002 slöt Marocko ett avtal med ett amerikanskt och ett franskt oljebolag om oljeletning i västsahariska vatten, vilket ledde till stora protester. FN:s dåvarande rättschef svensken Hans Corell lämnade då på uppdrag ett så kallat ”legal advise” till säkerhetsrådet. Där sägs bland annat att exploatering av västsahariska naturresurser endast kan ske om västsaharierna så vill och i så fall till deras vinning.
Vinsten från exploateringen och försäljningen av fosfat, fisk, sand och grönsaksodlingar hamnar till största del i marockanska händer.
De främsta inkomstkällorna är fiske, fosfat och nomadernas djurhållning. Det mesta av maten måste importeras. All handel och andra ekonomiska aktiviteter är under Marockos regerings kontroll. Inkomster och levnadsstandard i Västsahara är väsentligt lägre än i Marocko. 
I juli 2013 skrev EU-kommissionen på ett nytt fiskeavtal med Marocko, som innebar att fartyg från EU-länder skulle få fiska i det ockuperade Västsaharas vatten. Enligt folkrättsexperter bryter detta mot internationell rätt. Sverige har konsekvent röstat mot detta och tidigare fiskeavtal mellan EU och Marocko.

## Västsahara och omvärlden
Västsahara (härmed avses den av Polisario Front  utropade staten (SADR)) har erkänts som ett självständigt land av över 80 stater, varav närmare hälften dock har dragit tillbaka sina erkännanden. Afrikanska unionen har erkänt SADR, som är fullvärdig medlem.
Inget land har erkänt Marockos rätt till Västsahara, men Frankrike stöder Marocko politiskt, ekonomiskt och militärt. Även USA och Spanien har gett ett politiskt stöd till Marocko. EU har sedan länge ett grannskapsavtal med Marocko och beviljade landet ”advanced status” 2008. Marocko får stort ekonomiskt stöd av EU.
2006 slöts ett fiskeavtal mellan EU och Marocko, där de fiskerika västsahariska vattnen inte var uteslutna. Internationella folkrättsjurister påpekar att detta bryter mot internationell lag. Sverige var det enda land som röstade emot avtalet. 2011 stoppade EU-parlamentet en förlängning av fiskeavtalet. Ett liknande fiskeavtal röstades dock igenom av EU-parlamentet 2013.
EU domstolen har i fyra domar fastställt att Marocko inte har någon suveränitet över Västsahara. Enligt domstolsbesluten har inte EU och Marocko någon rätt att ingå avtal där Västsahara ingår. Trots detta har EU-kommissionen inlett en förhandling om ett handelsavtal mellan EU och Marocko där Västsahara ingår.
Västsahara får sitt största stöd av Algeriet och andra länder som har erkänt SADR. 
Sverige anser att FN bör spela en central roll i ansträngningarna att lösa konflikten om Västsahara, och att en lösning bör ha sin grund i folkrätten och respekten för västsahariernas rätt till självbestämmande. Sverige är sedan länge biståndsgivare till de västsahariska flyktinglägren. I EU:s jordbruks- och fiskeutskott 2006 röstade Sverige som ensam medlemsstat nej till ett fiskeavtal mellan EU och Marocko. Sverige ansåg att avtalet hade brister i folkrättsligt hänseende och att västsahariska fiskevatten inte skulle ingå i avtalet. Samma beslut fattade Sverige när ett nytt fiskeavtal var aktuellt 2011. 
År 2009 fick Brahim Dahane, en av Västsaharas mest kända människorättsaktivister, Per Anger-priset för att med fredliga medel ha riskerat sitt eget liv i kampen för mänskliga rättigheter.
I december 2012 fattades ett rekommendationsbeslut i riksdagen om att Sverige ska erkänna den västsahariska staten. Socialdemokraterna, Miljöpartiet, Vänsterpartiet och Sverigedemokraterna stod bakom förslaget. Regeringen Reinfeldt var dock emot ett erkännande, hänvisande till kriterierna för erkännande av stater och gick därmed emot riksdagens beslut. Efter valet 2014, då Socialdemokraterna och Miljöpartiet bildade regering, förväntades Sverige som första land i EU erkänna den västsahariska staten. Så skedde dock inte och regeringen hänvisade istället till att man stödjer FN:s fredsprocess.
2019 tilldelades Västsaharaaktivisten och människorättsförsvararen Aminatou Haidar svenska Right Livelihoodpriset, det så kallade Alternativa Nobelpriset.

## Flyktinglägren

### Tindouf i Algeriet
I samband med att Marocko och Mauretanien invaderade Västsahara 1975 flydde tiotusentals västsaharier över gränsen till Algeriets Tindoufprovins, där de fortfarande bor i flyktingläger, i ett kargt men egenkontrollerat ökenområde. Dit förlades också Polisarios högkvarter.
2018 uppgav UNHCR i en rapport att 173 600 människor bor i flyktinglägren.
De västsahariska flyktingarna är helt beroende av bistånd från det internationella samfundet för sin överlevnad. Nya generationer föds i flyktinglägren. De bor i ett område av Saharas öken som tidigare aldrig har varit bebott. Tillvaron är svår med mycket heta somrar (+50 grader) och kalla vinternätter (0 grader). FN:s WFP (World Food Programme) och UNHCR organiserar delar av biståndet, men administrationen sköts av Polisario Front. I flyktinglägren finns utbildning för alla barn och ungdomar i minst sex år. För vidare studier fortsätter många studera i Algeriet. Sjukhus och vårdinrättningar finns också i flyktinglägren men det råder ständigt brist på det mesta. De senaste åren har biståndet till flyktinglägren minskat. Många barn lider av proteinbrist. 

### Mauretanien

Tillkomststadier för Marockos mur i Västsahara 1981–1987

Många västsaharier flydde också undan Marockos ockupation till Mauretanien. Där beräknades det år 2015 leva ca 26 000 västsaharier under flyktingliknande förhållanden, dock utan stöd från UNHCR.

## Muren
En minerad, radarövervakad och militärt bevakad sandmur delar Västsahara i två delar från nord till syd och omsluter de cirka två tredjedelar av Västsahara som idag kontrolleras av Marocko, det vill säga de västliga delarna, som inkluderar alla större städer, fosfatgruvan Bou Craa, fisket och grönsaksodlingarna vid Dakhla.
Muren, som uppfördes i etapper 1981–1987, för att utestänga Polisario Front under kriget, är omkring 220–270 mil lång och byggd som en serie vallar av sand och grus. Marocko fortsatte anläggningsarbetet i ytterligare några år, fram till början av 1990-talet.
Flera miljoner minor, klusterbomber och annan oexploderad ammunition täcker området längs muren och orsakar stor skada på djur och människor.

## Befriat område
Polisarios tredjedel i öst är till stora delar obebodd, men många nomadiserade västsaharier har sina kamelhjordar där. Här finns också Polisarios Fronts armé SPLA.
Här finns också oasen och tidigare handelsplatsen Tifariti, som blivit en provisorisk huvudstad för Västsahara. De senaste åren har staden varit huvudsäte både för Polisario Fronts Allmänna folkkongresser och för Nationalrådet, Västsaharas lagstiftande församling, eller parlament. FN-styrkan MINURSO har en av sina förläggningar utanför Tifariti.

## Ockuperat område
Marocko har i strid med FN-resolutioner och avtal med hjälp av subventioner och skattelättnader lockat tusentals marockaner att bosätta sig i den ockuperade delen av Västsahara. Idag är västsaharierna i minoritet och behandlas som andra klassens invånare med svårigheter att få arbete och drägliga bostäder.  
Det råder en mediablockad i territoriet. Internationella journalister och organisationer släpps inte in. 
Västsaharier som fredligt och öppet uttalar sig för självständighet för Västsahara, eller endast för en folkomröstning om framtiden, riskerar att misshandlas och fängslas. De marockanska myndigheterna förbjuder organisationer, möten eller sammankomster som handlar om självständighet. Polisen använder oftast brutalitet för att bryta upp möten och sittdemonstrationer.
Försök av västsaharier att demonstrera mot ockupationen har mötts med långa fängelsedomar. Cirka 500 västsaharier är fortfarande "försvunna" sedan 1980-talet, sedan de förts bort av marockansk polis eller militär. Stora protester mot Marockos ockupation förekom 1999 och 2005, men slogs ned av kravallpolis.
Rättegångsobservatörer från bland annat svenska delen av Internationella Juristkommissionen har rapporterat från rättegångar som varit mer eller mindre rättsvidriga.
2010 byggde cirka 20.000 västsaharier upp ett protesttältläger, Gdeim Izik, utanför huvudstaden El Aaiún. De krävde bostäder, arbete, stopp för marginalisering samt stopp för stöld av naturresurser. Efter en månad stormade marockansk polis och militär lägret, som totalförstördes. Hundratals västsaharier greps. Många misshandlades. I februari 2013, efter två år i fängelse i väntan på rättegång, dömdes 25 västsaharier av en militärdomstol till livstid, 30, 25 och två års fängelse. De var anklagade för mord på 11 poliser. Enligt internationella observatörer användes erkännande under tortyr som bevismaterial. Robert F. Kennedy Center for Justice and Human Rights kom med en rapport 2012.  2013 kom FN:s rapportör om tortyr med en rapport om förhållandena i Marocko och Västsahara, där bland annat tortyr mot västsaharier bekräftades.